# Axel Lindberg
Axel Vilhelm Lindberg, född 1 mars 1888 i Stockholm, död 6 mars 1943, var en svensk skådespelare.

## Filmografi
- 1932 – Landskamp
- 1932 – Lyckans gullgossar
- 1932 – Kärlek och kassabrist
- 1932 – Hans livs match
- 1933 – Pettersson & Bendel
- 1933 – En natt på Smygeholm
- 1934 – Kungliga Johansson
- 1935 – Ebberöds bank
- 1935 – Järnets män
- 1936 – Kungen kommer
- 1937 – John Ericsson - segraren vid Hampton Roads
- 1937 – Familjen Andersson
- 1938 – Styrman Karlssons flammor
- 1938 – Med folket för fosterlandet
- 1938 – Bönderna kommer
- 1938 – Bara en trumpetare
- 1939 – Valfångare
- 1939 – Då länkarna smiddes
- 1939 – Filmen om Emelie Högqvist
- 1940 – Blyge Anton
- 1941 – Snapphanar
- 1942 – Flickan i fönstret mitt emot

## Teater

### Roller (ej komplett)
| År   | Roll                                       | Produktion                                                                                  | Regi               | Teater                        |
| ---- | ------------------------------------------ | ------------------------------------------------------------------------------------------- | ------------------ | ----------------------------- |
| 1907 | En bagaregesäll                            | Garfvar-Olle Harald Leipziger                                                               |                    | Alfred Lundbergs sällskap     |
| 1908 | Grosshandlarsonen                          | Sten Stensson Stéen från Eslöf John Wigforss                                                | Carl Wallin        | Johan Eklöf-turnén            |
| 1914 | Olivier                                    | Undervattensbåten Svalan (LʼHirondelle) A Moureaux och J Perard                             | Einar Fröberg      | Intima teatern                |
| 1915 | Rättstjänaren Gatläggaren Sankt Laurentius | Lycko-Pers resa August Strindberg                                                           | Gunnar Klintberg   | Svenska teatern, Stockholm    |
| 1920 |                                            | I bohuslänska skärgården, eller Store Per och Lille Per Oscar Wennersten                    | Pierre Fredriksson | Söders friluftsteater         |
| 1930 | Henry Burbeck                              | Barn på nytt (Some Baby!) Zellah Covington och Jules Simonson                               | Hugo Bolander      | Lilla Teatern                 |
| 1930 |                                            | Nattgreven av Monte Christo (Auch ich war ein Jüngling) Max Neal och Max Ferner             | Hugo Bolander      | Lilla Teatern                 |
| 1931 | Rochus Kaschmann                           | Tillökning i familjen (Das Baby) Hans Stürm och Fritz Jakobstetter                          | Hugo Bolander      | Lilla Teatern                 |
| 1931 |                                            | En Söderpojke Siegfried Fischer                                                             | Siegfried Fischer  | Söders friluftsteater         |
| 1931 | Adam                                       | Sängkamraten (Pettie Darling) Margaret Mayo                                                 | Hugo Bolander      | Lilla Teatern                 |
| 1932 | Bernhard Tully                             | Stackars John Anthony L. Ellis                                                              | Hugo Bolander      | Lilla Teatern                 |
| 1932 |                                            | Nicklasson & Co. Ernst Berge                                                                | Ludde Gentzel      | Vanadislundens friluftsteater |
| 1932 | Noak Nagg                                  | Hustru mins familj (My Wife’s Family) Hal Stephens och Harry B. Linton                      | Hugo Bolander      | Lilla Teatern                 |
| 1932 | Richard                                    | Gå och lägg dig, Tonny! (The Girl in the Limousine) Wilson Collison och Avery Hopwood       | Hugo Bolander      | Lilla Teatern                 |
| 1933 | Theodor Müller                             | Hurra, en pojke (Hurra, ein Junge) Franz Arnold och Ernst Bach                              | Hugo Bolander      | Lilla Teatern                 |
| 1933 |                                            | Storkens vikarie (Baby Mine) Margaret Mayo                                                  | Hugo Bolander      | Lilla Teatern                 |
| 1933 | Metusalem Mummelman                        | Fröken Jutta från Calcutta (Die Familie Hannemann) Max Reimann och Otto Schwartz            | Hugo Bolander      | Lilla Teatern                 |
| 1933 | Jan-Erik Hagtorn                           | Älskarinna önskas Gunnar Malmberg                                                           | Hugo Bolander      | Lilla Teatern                 |
| 1933 |                                            | Parsängarna (Twin Beds) Edward Salisbury Field och Margaret Mayo                            | Hugo Bolander      | Lilla Teatern                 |
| 1934 |                                            | Allt för Marion (Alles für Marion!) Peter Hell                                              | Hugo Bolander      | Lilla Teatern                 |
| 1934 | Abraham Solander                           | Tre jungfrur i ett harem A Gabelius                                                         |                    | Lilla Teatern                 |
| 1934 |                                            | Dollarflickan Sigge och Arthur Fischer                                                      |                    | Söders friluftsteater         |
| 1934 | Stenson                                    | En ungkarls moral (The Morals of Marcus Ordeyne) William Locke                              | Hugo Bolander      | Lilla Teatern                 |
| 1934 |                                            | Förbjuden frukt (Spalierobst) Jörg Ritzel                                                   | Hugo Bolander      | Lilla Teatern                 |
| 1935 | Taraboni                                   | Gatungen (Scampolo) Dario Niccodemi                                                         | Hugo Bolander      | Lilla Teatern                 |
| 1935 | Edwards                                    | Sådant händer i de bästa familjer (In the Best of Families) Anita Hart och Maurice Braddell | Hugo Bolander      | Lilla Teatern                 |
| 1936 | Pelham                                     | Ungkarlsbruden (The Bride) Stuart Oliver och George M. Middleton                            | Hugo Bolander      | Lilla Teatern                 |
| 1936 |                                            | Barn på nytt (Some Baby!) Zellah Covington och Jules Simonson                               | Hugo Bolander      | Lilla Teatern                 |
| 1936 | Teofil Blomstrand, symaskinsagent          | Moster Klara från Skara Siegfried Fischer                                                   | Siegfried Fischer  | Söders friluftsteater         |
| 1937 | Badger Lee                                 | Doktor Clitterhouse (The Amazing Dr Clitterhouse) Barré Lyndon                              | Gösta Ekman        | Vasateatern                   |
| 1937 | Vaucache                                   | Min son ministern (Fiston) André Birabeau                                                   | Martha Lundholm    | Vasateatern                   |
| 1937 |                                            | Va' händer hos Jonssons Siegfried Fischer                                                   |                    | Söders friluftsteater         |
| 1937 | Pierre                                     | Ungdomen kommer med åren (Vintage Wine) Seymour Hicks och Ashley Dukes                      | Gunnar Tolnæs      | Vasateatern                   |
| 1937 | Kranich                                    | I kärlek BC (Szerelemből elégtelen) Ladislaus Bus-Fekete                                    | Martha Lundholm    | Vasateatern                   |
| 1937 |                                            | Axel i sjunde himlen (Axel an der Himmelstür) Paul Morgan, Hans Schütz och Ralph Benatzky   | Max Hansen         | Vasateatern                   |
| 1938 | Kyparen                                    | Kvällen är min (Bei Kerzenlicht) Robert Katscher                                            | Max Hansen         | Vasateatern                   |
| 1939 |                                            | Celeber skilsmässa (Counsel’s Opinion) Gilbert Wakefield                                    | Ernst Eklund       | Oscarsteatern                 |
| 1940 | Gustavo                                    | Trettio sekunder kärlek (Trenta secondi d'amore) Aldo De Benedetti                          | Ernst Eklund       | Oscarsteatern                 |
| 1940 | Robertas farbror                           | Din nästas fästmö (Just Married) Adelaide Matthews och Anne Nichols                         | Ernst Eklund       | Oscarsteatern                 |
| 1940 |                                            | Fröken kyrkråtta (A templom egére) Ladislas Fodor och Ludvig Schinseder                     | Ernst Eklund       | Oscarsteatern                 |
| 1940 | Justin                                     | Eldprovet Henry Kistemaeker                                                                 | Martha Lundholm    | Vasateatern                   |
| 1941 | Advokat Pilbeam                            | Nog lever farfar (On Borrowed Time) Paul Osborn                                             | Olof Molander      | Vasateatern                   |
| 1941 | Camillus                                   | Trötte Teodor (Der müde Theodor) Max Neal och Max Ferner                                    | Olof Molander      | Vasateatern                   |
| 1941 |                                            | Han som kom till middag (The Man Who Came to Dinner) George S. Kaufman och Moss Hart        | Martha Lundholm    | Vasateatern                   |
| 1942 | Historieprofessorn                         | Flykten från Paris Lo Håkansson                                                             | Martha Lundholm    | Vasateatern                   |
| 1942 | Erik Nielsen                               | Lille Napoleon Paul Sarauw                                                                  | Max Hansen         | Vasateatern                   |